# Amos Kirui
Amos Kirui (9 de febrero de 1998) es un deportista de Kenia que compite en atletismo. Ganó una medalla de oro en el Campeonato Mundial de Atletismo Sub-20 de 2016, en la prueba de 3000 m obstáculos.